# جيرمان هود
جيرمان هود هو ممثل كندي، ولد في 14 ديسمبر 1952.

## وصلات خارجية
- جيرمان هود على موقع IMDb (الإنجليزية)
- جيرمان هود على موقع ألو سيني (الفرنسية)
- جيرمان هود على موقع أول موفي (الإنجليزية)
- جيرمان هود على موقع قاعدة بيانات الأفلام السويدية (السويدية)
- جيرمان هود على موقع قاعدة بيانات الفيلم (الإنجليزية)
- جيرمان هود على موقع كينوبويسك (الروسية)